# Acentrogobius therezieni
Acentrogobius therezieni es una especie de pez de la familia de los Gobiidae en el orden de los Perciformes.

## Morfología
Los machos pueden llegar a alcanzar los 10 cm de longitud total.

## Hábitat
Es un pez de agua dulce, clima tropical y demersal. 

## Distribución geográfica
Se encuentra en Madagascar. 

## Observaciones
Es inofensivo para los humanos. 